# Forteresse de Loviisa
La forteresse de Loviisa (finnois : Loviisan maalinnoitus) est une forteresse terrestre située à Loviisa en Finlande.

## Histoire

### La guerre des chapeaux et la paix de Turku
Voulant de prendre sa revanche de sa défaite de la grande guerre du Nord, la Suède lance la guerre des chapeaux en 1741–1743
Mais ses troupes sont mal équipées, mal formées et mal commandées et elles doivent battre en retraite à travers toute la Finlande.
Toute la partie orientale restera sous occupation russe appelée la petite colère (fi).
Par le traité de Turku de 1743, la nouvelle frontière suédo-russe passe de la branche occidentale du Kymijoki au Saimaa.
La Suède perd les villes de marché de Hamina, Lappeenranta et de Savonlinna mais aussi la forteresse de Hamina, la forteresse de Lappeenranta et Olavinlinna, ce qui laisse la nouvelle frontière sans protection.
Pour la reprise des activités commerciales on fonde en 1745 la ville de Degerby qui est renommée en 1752 Loviisa en l'honneur de Loviisa Ulriika.
Loviisa est une ville de marché dont on espère qu'elle prenne en charge le commerce pour la partie orientale de la Finlande.

### Fortifier la nouvelle frontière
Le plan de fortification présenté par Augustin Ehrensvärd à la diète suédoise de 1746–1747 prévoit quatre fortifications : la forteresse de Loviisa, la forteresse de Svartholm, une forteresse principale à  Helsinki et  Viapori. 
La Diète approuve ce plan de défense de la Finlande et le roi Frédéric Ier le valide définitivement. 
Augustin Ehrensvärd est nommé architecte principal et directeur des travaux.

## Architecture

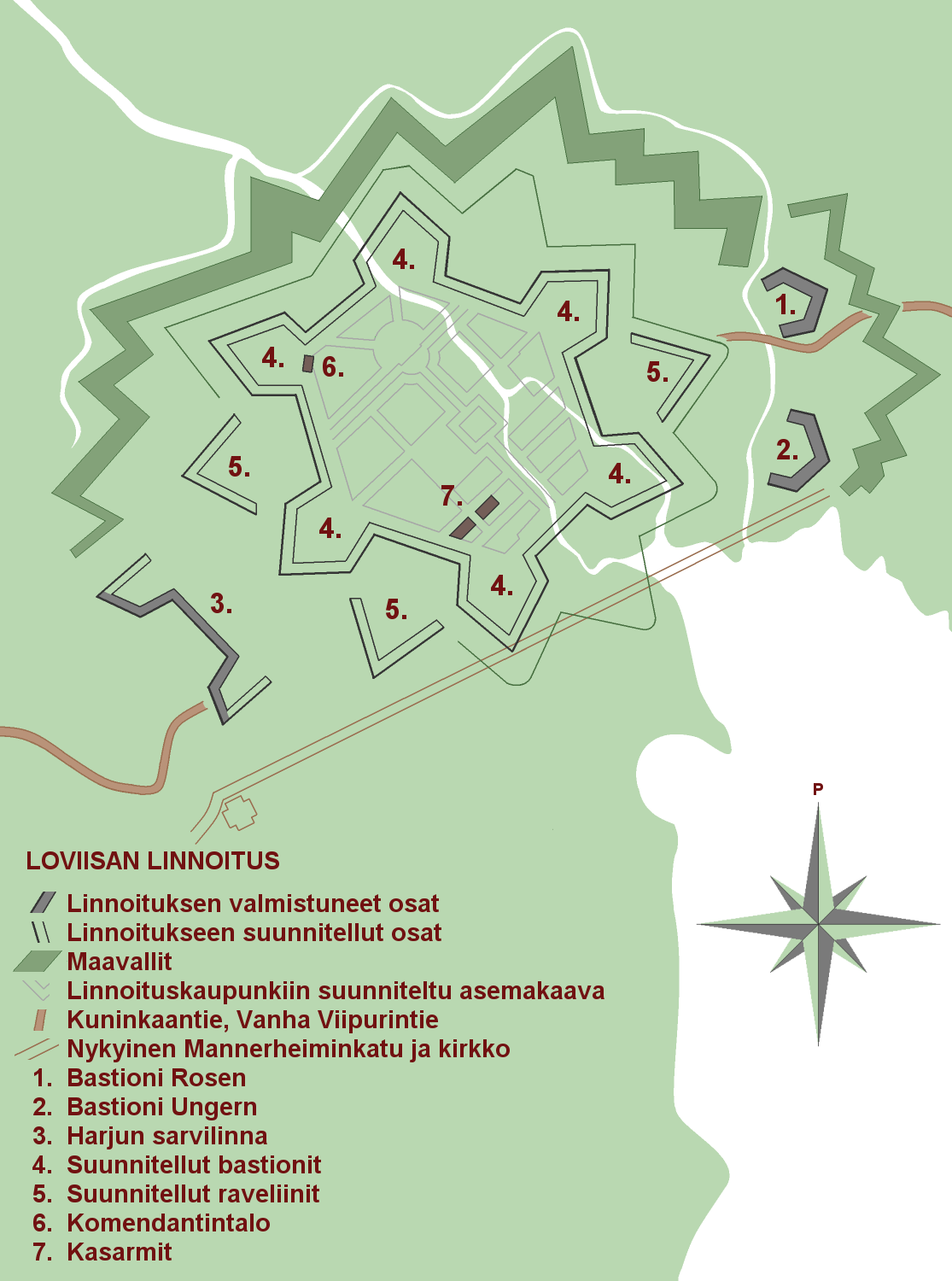
Plan de la forteresse
1. Bastion Rosen
2. Bastion Ungern
4. Bastions prévus
5. Ravelins prévus
6. Commandement
7. Caserne

## Biographie
- (fi) Loviisan maalinnoitus, Museovirasto (lire en ligne)

## Galerie

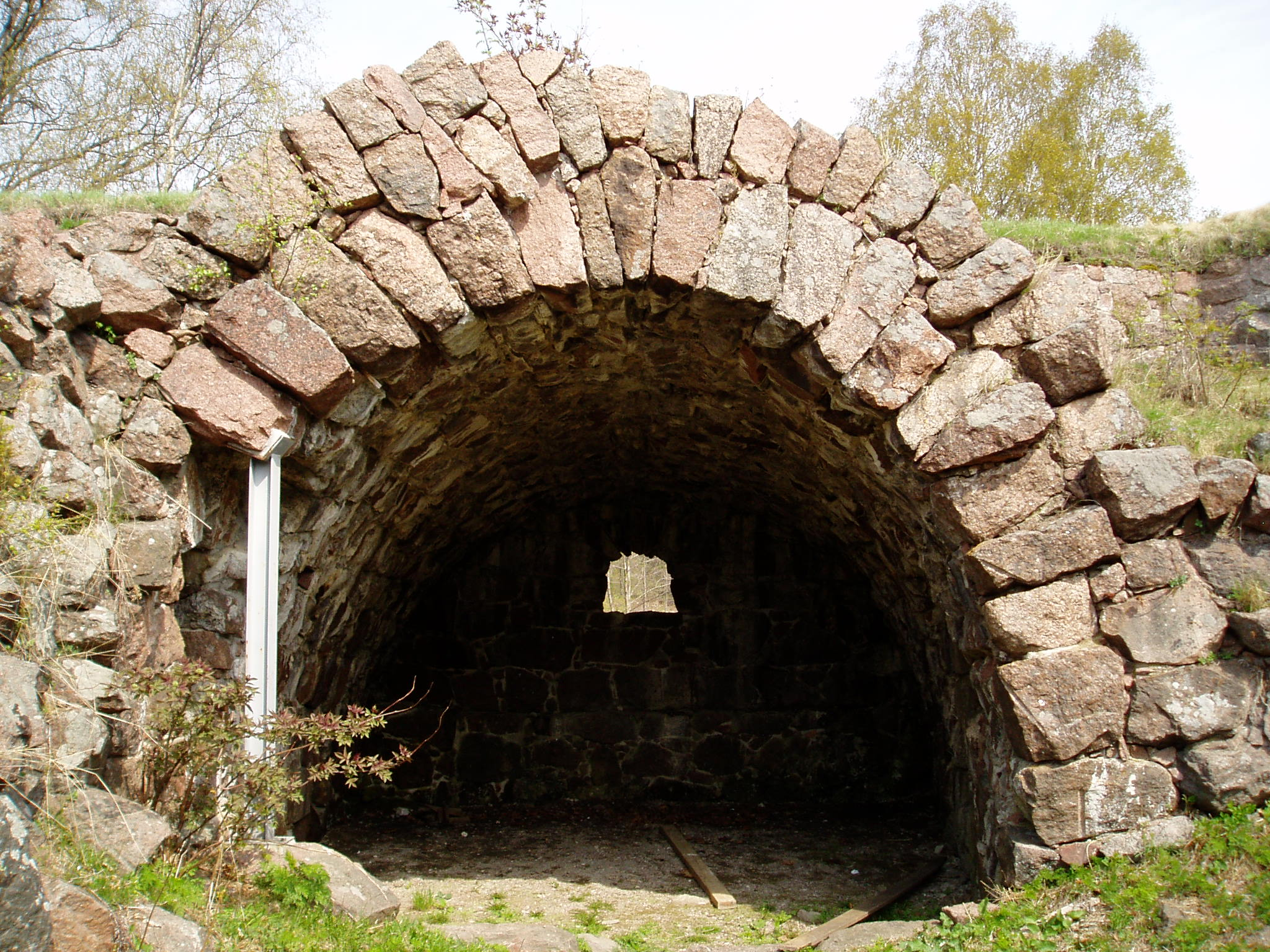
Les bastions Rosen et Ungern présentent 22 casemates ouvertes.
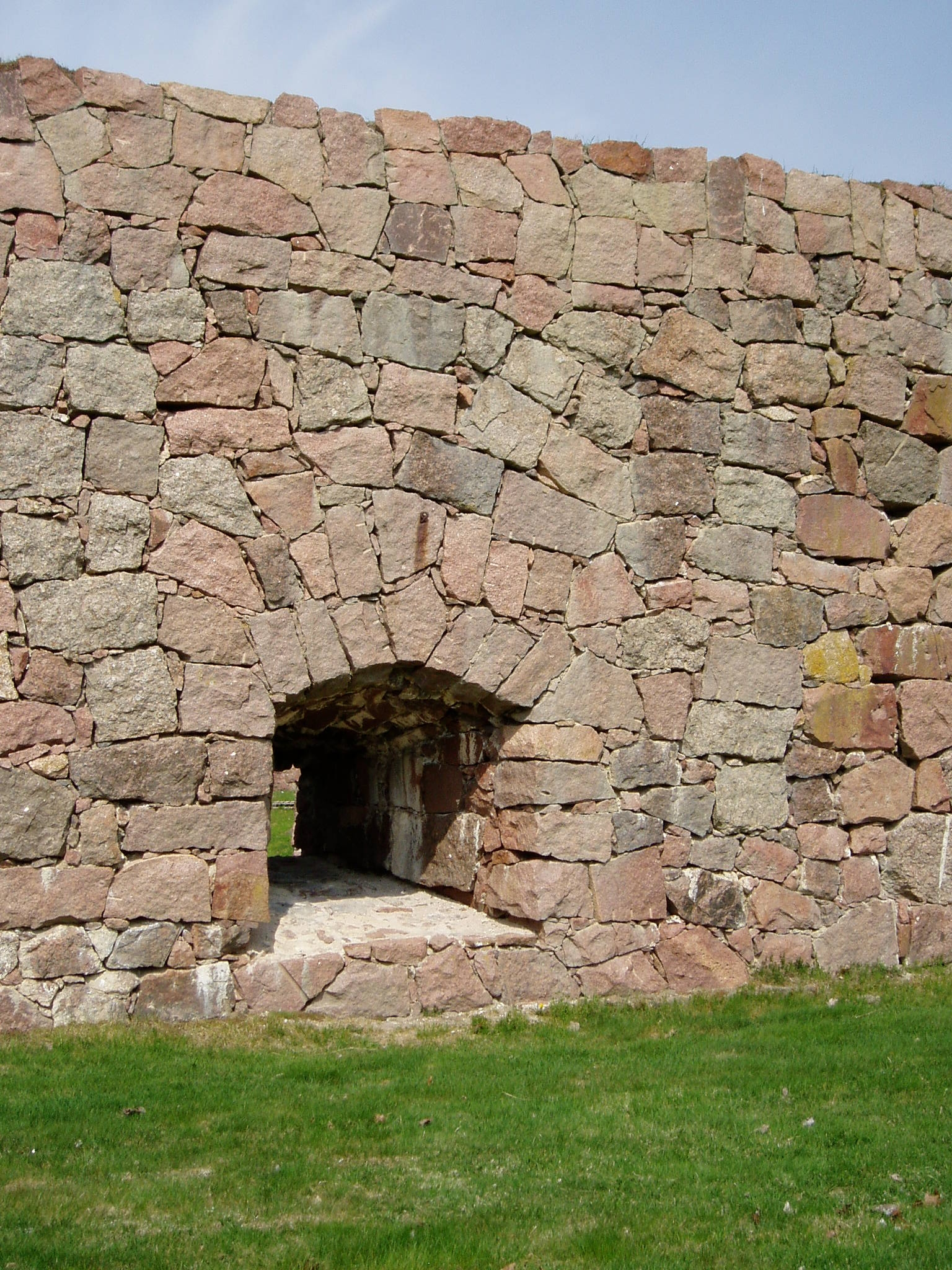
Les murailles extérieures présentent de petites ouvertures de tir.
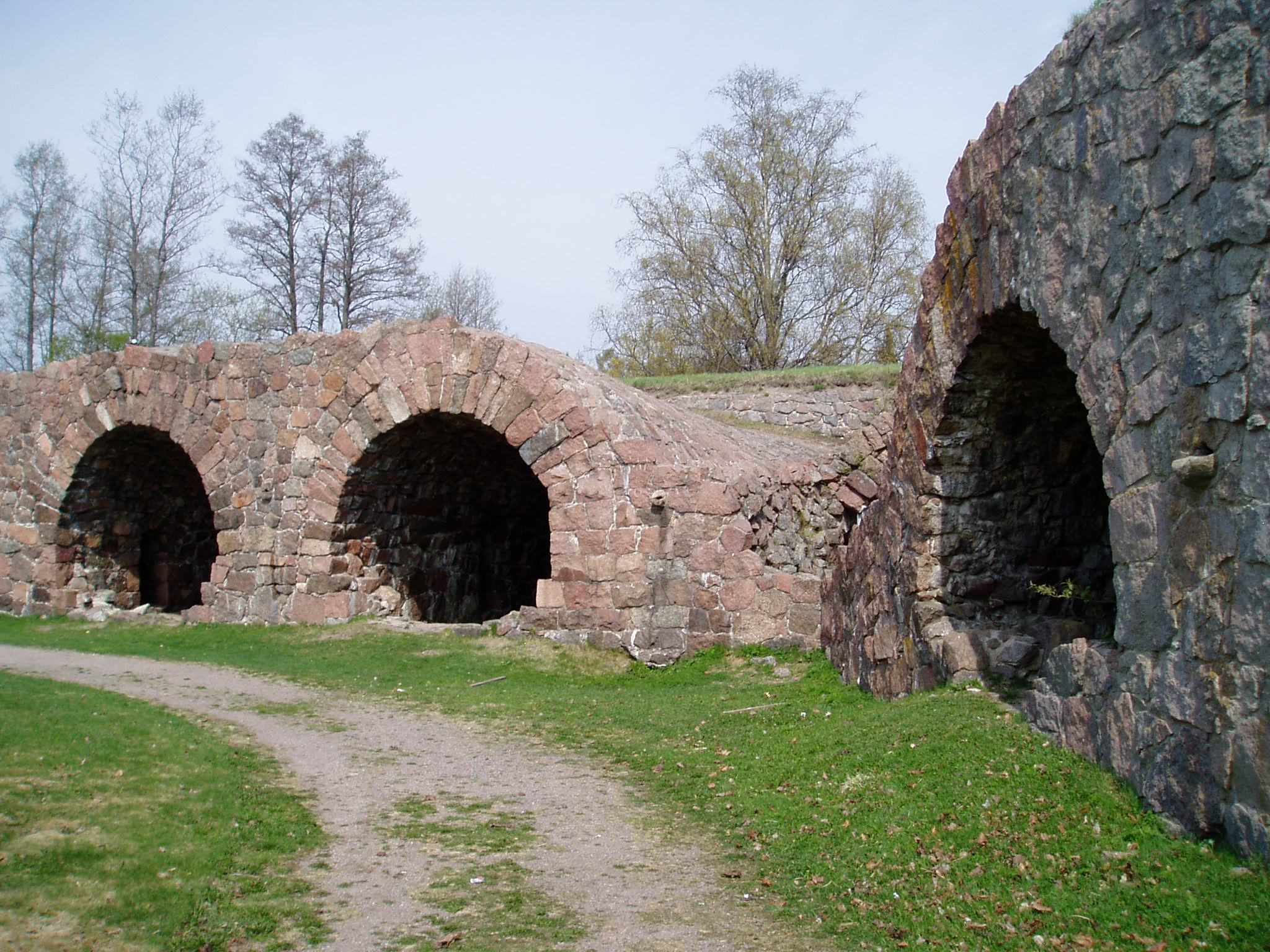
Casemates du bastion Ungern.
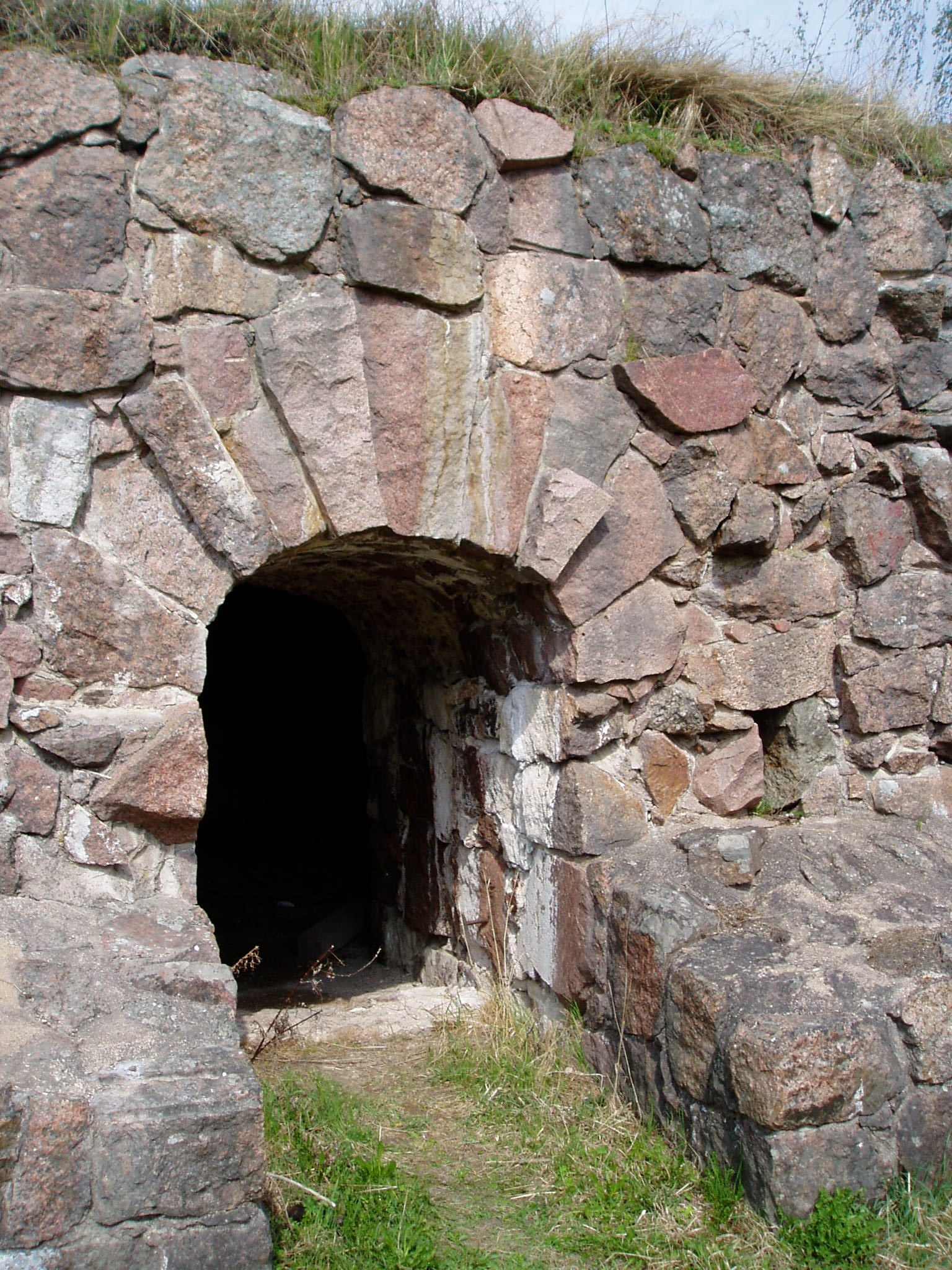
Porte d'entrée.
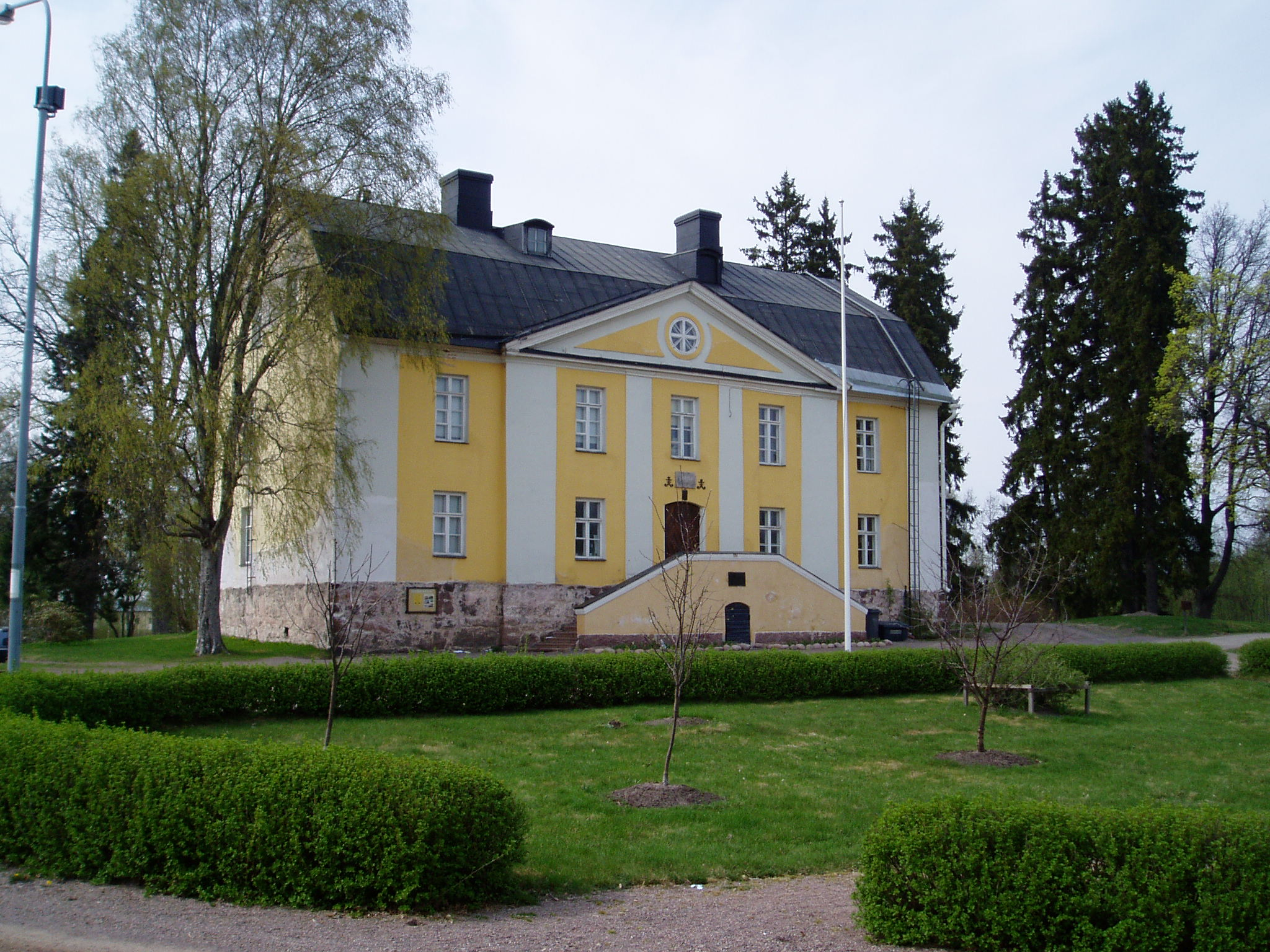
Maison du commandant.
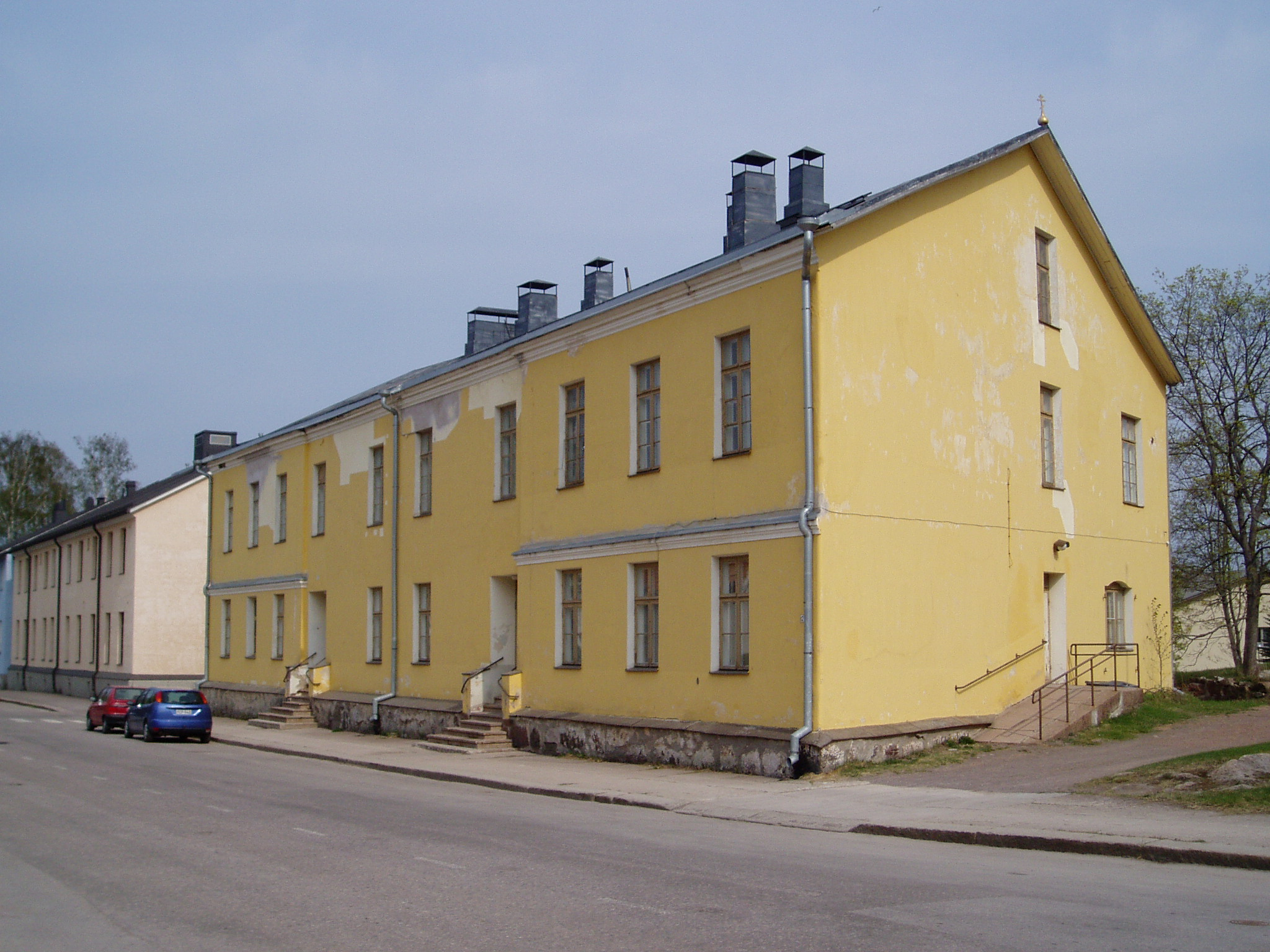
Casernes.